# Anadolu'da Vakit
Anadolu’da Vakit (Die Zeit in Anatolien, kurz auch Vakit) war eine türkische Tageszeitung. Die Vorgängerzeitung war bis 2001 die Akit. Seit der Einstellung der Anadolu’da Vakit 2010 erscheint die Nachfolgezeitung Yeni Akit, die als rechtsextrem, islamistisch und AKP-nah gilt.
Die türkischsprachige Europa-Ausgabe der Anadolu’da Vakit erschien seit Dezember 2001 im Verlag Yeni Akit GmbH in Mörfelden-Walldorf, der 2005 wegen Volksverhetzung verboten wurde. Nach Verlagsangaben lag die Europa-Auflage der Anadolu’da Vakit bei 10.000 Exemplaren, die Auflage in der Türkei lag bei ca. 52.000 Exemplaren.

## Vorgängerzeitung „Akit“
Die islamistische Zeitung Akit („Übereinkunft“) galt als Meinungsorgan der Refah Partisi und auch ihrer Nachfolgepartei Fazilet Partisi (ab 1998).
1995 kam die Akit anlässlich eines Richtermordes in die Kritik, da die Zeitung das spätere Mordopfer Ali Günday wegen eines Kopftuchverbots für Anwältinnen in die Schlagzeilen gebracht und angegriffen hatte.
In der damals regierungsnahen Akit erschien zudem eine Reihe von Artikeln, in denen der Holocaust geleugnet wurde, wogegen die israelische Regierung 1996 diplomatischen Protest einlegte, der jedoch folgenlos blieb.
Nachdem die Akit im Dezember 2001 geschlossen worden war, erschien am nächsten Tag die Vakit.

## Türkeiausgabe der Anadolu’da Vakit
Das Profil der Zeitung zeigte sich insbesondere in ihren Kolumnisten. Ali Ihsan Karahasanoglu kritisierte die Säkularen und insbesondere Kopftuchverbote. Abdurrahman Dilipak verteidigte eine islamische Lebensweise, während er gegenüber anderen Glaubensrichtungen Toleranz ausdrückte; in der Außenpolitik vertrat er eine nationalistische Position. Hasan Karakaya machte oft Juden für gesellschaftliche Probleme verantwortlich und kritisierte jüdische und armenische Einflüsse auf die türkische Gesellschaft. Serdar Arseven beschuldigte den Zionismus, Feindschaft zwischen Türken und Arabern zu säen, um die islamische Welt zu teilen. Hüseyin Öztürk schrieb Reiseberichte und über kulturelle Themen, er beschuldigte die türkische Elite der Plünderung des Nationaleigentums und kritisierte Missionstätigkeit in der Türkei.
Die Vakit war in der Türkei in verschiedene Verfahren verwickelt, unter anderen nach § 301 TCK (Beleidigung des Türkentums, der Republik und der Institutionen und Organe des Staates).
Die Ermordung des Oberverwaltungsrichters Mustafa Yücel Özbilgin und der Mordversuch an vier weiteren Mitgliedern des zweiten Senats des türkischen Oberverwaltungsgerichts im Jahr 2006 war nach Angaben des Täters Alparslan Arslan auch durch die Berichterstattung der Vakit motiviert. Die Zeitung hatte ein strittiges Kopftuch-Urteil zum Aufmacher über einen längeren Zeitraum gemacht, Bilder und Namen der einzelnen Richter veröffentlicht und zum Widerstand gegen die Justiz aufgerufen.
Zwei Verantwortliche der Zeitung wurden schließlich zu hohen Geldstrafen verurteilt.

## Türkischsprachige Europa-Ausgabe der „Anadolu’da Vakit“ aus Deutschland
Die türkischsprachige Europa-Ausgabe der Anadolu’da Vakit erschien seit Dezember 2001 im Verlag Yeni Akit GmbH in Mörfelden-Walldorf.

### Islamistisches Profil
Dem Hessischen Verfassungsschutz zufolge sind Anzeigen für Veranstaltungshinweise und Werbung für die Millî Görüş (IGMG) häufig zu finden. Den „Familientag“ der IGMG bezeichnete die Anadoluda Vakit als vorbildlich und meinte, im Gegensatz zur Türkei, wo das soziale Leben von der Herrschaft der kulturellen Werte einer muslimischen Gesellschaft geformt sei, bestehe in Europa eine völlig fremde sozio-kulturelle Struktur, die auf völlig gegensätzlichen Werten beruhe.
Der Geschäftsführer der Yeni Akit war Vorstandsmitglied des Islamischen Vereins Hanau, ein zur Islamischen Gemeinschaft Milli Görüs gehörender Moscheeverein, und zweiter Vorsitzender des Hanauer Ausländerbeirats.
Der Verfassungsschutzbericht 2004 ordnete die türkischsprachige Zeitung keiner bestimmten Organisation zu, wies aber auf ein islamistisches Profil hin, das sich insbesondere in antisemitischen und antiamerikanischen Beiträgen zeige.

### Verbot in Deutschland
Der Bayerische Verfassungsschutz berichtet, ein Kolumnist habe am 5. November 2004 die „Feinde des Islam“ bedroht und damit den Mord an dem niederländischen Filmemacher Theo van Gogh gerechtfertigt.
Am 15. November 2004 schrieb die Anadoluda Vakit in einem als „Freitagspredigt“ hervorgehobenen Beitrag:
„Der Islam ist die Religion unseres Erschaffers, die er für die Menschheit vorgesehen hat. Der Islam ist das Lebensprogramm eines jeden Menschen und die Quelle seines Glücks … Alle Wesen, die an die einzig wahre göttliche Religion nicht glauben oder daran glauben, aber die Gebote nicht befolgen, sind potenzielle Quellen des Bösen. Ihr Tod kann nur eine Befreiung für alle anderen Wesen bedeuten.“
Der Verfassungsschutz Schleswig-Holsteins bewertet dies als Denken in „Feindbildern, die jederzeit für beliebige politische Zwecke instrumentalisiert“ werden können.
MdB Kristina Köhler berichtete 2004 im Bundestag von den rechtswidrigen und bis dahin unbeachteten Äußerungen der Vakit. Daraufhin bezeichnete die Zeitung sie als „Schachfigur der Zionisten“.
Nach einer Strafanzeige wegen Volksverhetzung gegen Vakit druckte diese ein Foto der Abgeordneten Köhler und schrieb: „Köhler startet dort, wo Hitler aufgehört hatte und sie nennt das Vorbeugen“. In einer anderen Ausgabe hieß es: „Ihr werdet den Nerven dieser Frau schaden, dass sie krank wird.“
Am 25. Februar 2005 wurde der Verlag vom Bundesministerium des Innern mit sofortiger Wirkung verboten, Beweismaterial und Vermögenswerte der Yeni Akit GmbH beschlagnahmt. In einer Pressemitteilung wurden die Gründe erläutert:
„Rechtsgrundlage für das Verbot sind die §§ 3 und 17 VereinsG in Verbindung mit § 130 StGB (Volksverhetzung). Die Yeni Akit GmbH richtet sich gegen den Gedanken der Völkerverständigung, ihr Zweck und ihre Tätigkeit laufen den Strafgesetzen zuwider. In einer Vielzahl von Artikeln wird der Holocaust geleugnet oder verharmlost und anti-semitische / anti-westliche Propaganda verbreitet.“
Das Verlagsverbot verhindert nicht, dass die in Deutschland lebenden Abonnenten der Vakit die türkische Originalausgabe der in der Türkei noch immer erscheinenden islamistischen Tageszeitung erhalten.
Das Verbot wurde von der Zeitung als „Hitlermethode“ bezeichnet.
Aufgrund des Verbots fand sich Innenminister Otto Schily in der Kritik der Zeitung wieder. Die Zeitung diffamierte ihn als „Hitlers Linken“ und karikierte Schily mit einem Hitlerbart und in einem Auto mit Rädern aus Hakenkreuzen sitzend. Auch Bundeskanzler Gerhard Schröder wurde in einer Ausgabe mit den Worten „Wie ein Nazi-Kopf“ verunglimpft und mit Hakenkreuzen als Fußstapfen abgebildet.
Politiker aller Parteien sprachen sich für diplomatische Verhandlungen mit der Türkei aus, die dazu führen sollten, dass die Zeitung auch in der Türkei verboten werde. Außenminister Joschka Fischer entgegnete aber, dass dies Angelegenheit der türkischen Strafverfolgungsbehörden sei.
Die Schlagzeile „Merkel ist der zweite Hitler“ fand sich in der Sonntagsausgabe vom 2. September 2007 über einem Foto der Bundeskanzlerin, auf deren Arm ein rotes Hakenkreuz prangt. So wie seinerzeit Hitler versucht habe, die Deutschen zu einer überlegenen Rasse zu machen, so wolle nun Angela Merkel dieses Projekt fortsetzen, schrieb der Vakit-Kolumnist Hasan Karakaya. Anlass für diesen Aufmacher war das am 1. September in Kraft getretene neue Zuwanderungsgesetz der Bundesrepublik, das sich vornehmlich gegen Türken richte, so Vakit.

## Nachfolgezeitung „Yeni Akit“
Nach der letzten Ausgabe der Anadolu’da Vakit am 10. Oktober 2010 erscheint seitdem die Nachfolgezeitung Yeni Akit („Neue Übereinkunft“).
Im Kontext der Festnahme von Peter Steudtner und weiteren Menschenrechts-Aktivisten in der Türkei im Juli 2017 zeigte das Blatt unter der Überschrift „Schlimmer als Hitler“ ein Foto der deutschen Bundeskanzlerin Angela Merkel mit Hakenkreuz und folgendem Text: „Bei der Unterdrückung und beim Hass hat Merkels Deutschland Hitler überholt.“ Die Zeitung behauptete, in Deutschland würden kranke Türken nicht behandelt, türkische Arbeiter würden entlassen, Wohnungen würden nicht mehr an Türken vermietet.
Im Zuge des Streits um Wahlkampfauftritte 2017 türkischer Politiker in den Niederlanden schrieb Yeni Akit: „Die Niederlande haben 48.000 Soldaten. In den Niederlanden leben 400.000 Türken.“